# A.C.T
A.C.T är ett svenskt progressivt rockband baserat i Malmö.

## Historia
1994 till 1995 gick bandet under namnet Fairyland. De bestod då av Ola Andersson (gitarr), Peter Asp (basgitarr), Jerry Sahlin (keyboard), Tomas Erlandsson (trummor) och Jens Appelgren (sång). 1995 fick de en ny sångare, Herman Saming, som tog över efter Jens Appelgren. 2001 började Thomas Lejon som ny trummis.

## Medlemmar

### Nuvarande medlemmar
- Jerry Sahlin – keyboard, sång, trummor (1995–)
- Ola Andersson  – gitarr, sång (1995–)
- Peter Asp – basgitarr, slagverk, bakgrundssång (1999–)
- Herman Saming – sång (1999–)
- Thomas Lejon – trummor (2001–)

### Tidigare medlemmar
- Tomas Erlandsson – trummor (1995–2001)
- Jens Appelgren – sång (1995–1999)
- Simon Niklasson – basgitarr (1995–1999)

## Diskografi

### Demo
- 1996 – Early Recordings

Studioalbum
- 1999 – Today's Report
- 2001 – Imaginary Friends
- 2003 – Last Epic
- 2006 – Silence
- 2014 – Circus Pandemonium
- 2023 – Falling

### EP
- 2019 – Rebirth

### Livealbum
- 2016 – Trifles and Pandemonium

### Samlingsalbum
- 2002 – The Early Recordings